# Simon Gühring
Simon Daniel Gühring (* 14. Juli 1983 in Stuttgart) ist ein deutscher Baseballspieler, der bei den Heidenheim Heideköpfen als Catcher spielt. Er gehörte zum Deutschen Aufgebot der Weltmeisterschaften 2007, 2009 und 2011 und ist Kapitän der deutschen Baseballnationalmannschaft. 2009 und 2015 wurde er zum MVP der 1. Bundesliga Süd gewählt.

## Karriere

### Junioren
Gühring nahm an den Europameisterschaften 1999 in Mainz und 2001 in Barcelona teil.

### Aktive
Ein Jahr nach dem Aufstieg der Heideköpfe kam Simon Gühring 2001 in den Bundesliga-Kader und gehörte ihm seitdem mit Ausnahme der Spielzeiten 2003 und 2004 an. In dieser Zeit spielte er für ein Farmteam der Milwaukee Brewers und war damit einer der ersten Deutschen in den USA. Er errang die erste deutsche Meisterschaft mit den Heidenheim Heideköpfen 2009 sowie alle folgenden 2015, 2017, 2019, 2020, 2021, 2023 ebenso wie 2019 den Sieg beim CEB Cup.
Mit der Nationalmannschaft nahm er an den Europameisterschaften in Bonn (2001, als 17-jähriger), Haarlem (2003), Prag (2005), Barcelona (2007), Stuttgart, Heidenheim, Neuenburg (2010) und wiederholt in Bonn (2019) teil. Bei der Heim-EM 2010 konnte seit 1975 wieder eine Bronze-Medaille errungen werden.
Er nahm an den Weltmeisterschaften 2007 in Taiwan, 2009 in Regensburg und 2011 in Panama teil.